# Vladimir Pertot
Vladimir Pertot slovenski ekonomist in pravnik, strokovnjak za zunanjo trgovino, * 11. april 1911, Trst, † 18. januar 1992, Zagreb.

## Življenje in delo
Ljudsko šolo in gimnazijo je obiskoval v Trstu. Nato je študij nadaljeval v Ljubljani in Zagrebu. Diplomiral je leta 1932 na Visoki šoli za trgovino v Leipzigu in 1933 na Pravni fakulteti v Beogradu. Strokovno se je izpopolnjeval v Parizu in Cambridgeu. Kot raziskovalni asistent Rockfellerjeve ustanove na Inštitutu za svetovno gospodarstvo v Kielu je na tamkajšnji Univerzi leta 1937 doktoriral z disertacijo Faktorji, ki determinirajo formiranje cen pšenice v Podonavju. Leta 1938 se je zaposlil kot ekonomski raziskovalec v Narodni banki Kraljevine Jugoslavije v Beogradu. Med okupacijo Jugoslavije v 2. svetovni vojni se je povezal z Osvobodilno fronto, septembra 1943 pa je bil zaradi študije o ekonomskem ozadju tržaškega vprašanja (študija je po osvoboditvi izšla v knjigi) zaprt na Banjici blizu Beograda, obsojen na smrt in nato premeščen v koncentracijski taborišči Watten in Eperleques blizu Calaisa. Od septembra 1944 do maja 1945 je bil v Marseillu vodja centra za vrnitev internirancev v domovino.
Po osvoboditvi je večinoma opravljal raziskovalne naloge v zveznih organih Jugoslavije v Beogradu, sodeloval v raznih komisijah Organizacije združenih narodov v Ženevi. leta 1952 je postal vodja raziskovalne skupine v zvezni trgovski zbornici in zveznem zavodu za planiranje, 1956 pa direktor Inštituta za zunanjo trgovino v Beogradu. Od 1960-1972 je bil redni profesor na Ekonomski fakulteti v Ljubljani, obenem je mdr. predaval mednarodne ekonomske o0dnose na FSPN, nato pa do 1985 na 
Ekonomski fakulteti v Zagrebu. V študijskem letu 1965/1966 je bil pet mesecev gostujoči profesor v Glasgowu in Oxfordu 
Na ljubljanski ekonomski fakulteti je od 1960 kot prvi v Jugoslaviji organiziral in vodil podiplomski študij iz zunanje trgovine. Objavil je okoli 20 samostojnih del, nad 100 strokovnih člankov v domačih in tujih revijah ter okoli 100 uvodnikov v poročilih Inštituta za zunanjo trgovino v Beogradu. Bil je izvedenec v komisijah Mednarodne banke za obnovo in razvoj. 

## Izbrana bibliografija
- Vplivi državnega intervencionizma na intervalutarne odnose in razvoj zunanje trgovine v svetu in pri nas (COBISS)
- Trst : međunarodni privredni problem  (COBISS)
- Ekonomika valutnih tečajeva (COBISS)